# Pelourinho da Bemposta
O Pelourinho da Bemposta localiza-se em frente aos Paços do Concelho da Bemposta, no município de Penamacor, no distrito de Castelo Branco, em Portugal.
Juntamente com o Pelourinho de Penamacor é um dos dois do concelho, e destaca-se por se constituir no único pelourinho de gaiola no distrito.
Encontra-se classificado como Imóvel de Interesse Público desde 1933.

## História
Foi erguido no século XVI, em 1510, por ocasião da atribuição à povoação do foral manuelino, foi refeito no século XVII, possivelmente aquando da edificação da Casa da Câmara que lhe fica fronteira.

## Características
Foi confeccionado em pedra de granito da região. Assenta numa plataforma quadrada, apoiada num soco de três degraus octogonais formado por duas pedras de qualidade diferente. Tem no topo da coluna um escudo e um globo, encimado por uma Coroa que, segundo a tradição, representa a coroa de Afonso I de Portugal.